# Château de Tottori
Le château de Tottori (鳥取城, Tottori-jō) était le principal château du domaine de Tottori à l'époque du Japon féodal. C'était un yamashiro (château en hauteur), construit à même la montagne, utilisant les obstacles et les défenses naturelles d'une façon plus efficace que les murs artificiels.
Il reste à présent peu de chose du château si ce n'est des parties d'un mur de pierres et d'une porte renforcée d'acier ainsi que des piques caractéristiques sur les côtés extérieurs des portes, pour contrer les attaquants.

## Histoire

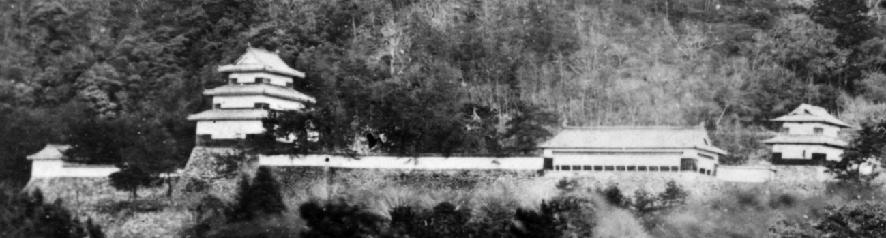
Citadelle extérieure (ninomaru).

À la fin du XIIe siècle, à la suite de la guerre de Genpei, Minamoto no Yoritomo, le nouveau shogun concéda le han de Tottori à Nasu no Yoichi, le héros de la bataille de Yashima. Mais celui-ci le perdit rapidement au profit de Kajiwara Kagetoki, un espion de Yoritomo, à l'issue d'une compétition de chasse.
Le château de Tottori est surtout connu pour le siège de Toyotomi Hideyoshi en 1581 qui dura deux cents jours. Les assiégés, menés par Kikkawa Tsuneie et menacés par la famine, finirent par se rendre, étant sur le point d'en venir au cannibalisme selon certains rapports.